# Bouin, Deux-Sèvres

Bouin este o comună în departamentul Deux-Sèvres, Franța. În 2009 avea o populație de 145 de locuitori.